# 파브리치오 지푸니
파브리치오 지푸니(이탈리아어: Fabrizio Gifuni, 1966년 7월 16일 ~ )는 이탈리아의 배우이다.

## 출연 작품
- 달콤한 꿈 (2016)
- 휴먼 캐피탈 (2013)
- 스토리 오브 어 매서커  (2012)
- 레전드 오브 카스파 하우저 (2012)
- 다크 러브 (2010)
- 세잔느 어페어 (2009)
- 베켓 (2008)
- 더 스위트 앤 더 비터 (2007)
- 호반의 여인 (2007)
- 베스트 오브 유스 (2003)
- 한니발 (2001)
- 우리가 웃는 법 (1998)